# Центральная Финляндия (область)
Центра́льная Финля́ндия, или Ке́ски-Су́оми (фин. Keski-Suomi, швед. Mellersta Finland) — область в Финляндии. Граничит с областями Пяйят-Хяме (на юге), Пирканмаа (на юго-западе), Южная Остроботния (на западе), Центральная Остроботния (на северо-западе), Северная Остроботния (на севере), Северное и Южное Саво (на востоке).
Площадь области — 16 703 км², население — 275 161 чел. (2012).
С 1960 по 1997 год границам нынешней области примерно соответствовала губерния с тем же названием. После укрупнения губерний с 1997 года до 2010 года область входила в губернию Западная Финляндия.

## Общины
Центральная Финляндия делится на 23 общины (муниципалитета), шесть из которых — городские, остальные — сельские.
| - Ханкасалми - Йоутса - Йювяскюля - Ямся - Каннонкоски - Карстула - Кеуруу - Киннула | - Кивиярви - Конневеси - Кухмойнен - Кюуярви - Лаукаа - Луханка - Мултиа - Муураме | - Петяйявеси - Пихтипудас - Саариярви - Тойвакка - Уурайнен - Виитасаари - Ээнекоски |

## Экономика
По ВВП на душу населения в 2017 г. регион занимал 13-е место (из 19 регионов) в Финляндии с показателем 29 076 евро на человека.